# Шифф, Джонатан Марк
Джонатан Марк Шифф (англ. Jonathan Mark Shiff) — австралийский продюсер детских телесериалов. Его компания Jonathan M. Shiff Productions была основана в 1988 году, для производства детских и семейных программ, которые вышли на экран более чем в 130 странах мира, в том числе и в России.

## Фильмография
| Год       | Название                                      |
| --------- | --------------------------------------------- |
| 1991—1992 | Келли                                         |
| 1994—1997 | Девочка и океан                               |
| 1999—2000 | Грозовые камни                                |
| 2000—2001 | Приключения принцессы Нери                    |
| 2001      | Хорес и Тина                                  |
| 2001      | Кибер-девочка                                 |
| 2003      | Пиратские острова                             |
| 2004—2006 | Злая наука                                    |
| 2005—2006 | Скутер: Секретный агент                       |
| 2006—2010 | H2O: Просто добавь воды                       |
| 2007      | Пиратские острова: Потерянное сокровище Фиджи |
| 2008—2011 | Принцесса слонов                              |
| 2012      | Неземной сёрфинг                              |
| 2013      | Риф Доктора                                   |
| 2013—2016 | Тайны острова Мако                            |
| 2015—2016 | H2O: Mermaid Adventures                       |
| 2018      | Бюро магических штучек                        |